# بنسون (كارولاينا الشمالية)
بنسون (بالإنجليزية: Benson town, North Carolina)‏ هي بلدة تقع بولاية كارولاينا الشمالية في الولايات المتحدة. تبلغ مساحتها 7.27 كم2، وترتفع عن سطح البحر 74 م، بلغ عدد سكانها 3,311 نسمة في عام 2010 حسب إحصاء مكتب تعداد الولايات المتحدة وتصل الكثافة السكانية فيها 455.4 نسمة لكل كيلومتر مربع (1,179.5/ميل2).

## التركيبة السكانية
حدّد مكتب تعداد الولايات المتحدة بيانات التركيبة السكانية لبنسون في تعداد الولايات المتحدة. في ما يلي، التركيبة السكانية حسب تعدادي 2000 و2010.

### تعداد عام 2000
بلغ عدد سكان بنسون 2,923 نسمة بحسب تعداد عام 2000، وبلغ عدد الأسر 1,230 أسرة وعدد العائلات 758 عائلة مقيمة في البلدة. في حين سجلت الكثافة السكانية 402.1 نسمة لكل كيلومتر مربع (1,041.4/ميل2). وبلغ عدد الوحدات السكنية 1,364 وحدة بمتوسط كثافة قدره 187.6 لكل كيلومتر مربع (485.9/ميل2).
وتوزع التركيب العرقي للبلدة بنسبة 57.61% من البيض و34.04% من الأمريكيين الأفارقة و0.48% من الأمريكيين الأصليين و0.44% من الأمريكيين ذوي الأصول الآسيوية و0.07% من سكان جزر المحيط الهادئ و5.78% من الأعراق الأخرى و1.57% من عرقين مختلطين أو أكثر و7.29% من الهسبانيون أو اللاتينيون من أي عرق.
بلغ عدد الأسر 1,230 أسرة كانت نسبة 34.1% منها لديها أطفال تحت سن الثامنة عشر تعيش معهم، وبلغت نسبة الأزواج القاطنين مع بعضهم البعض 37% من أصل المجموع الكلي للأسر، ونسبة 20.6% من الأسر كان لديها معيلات من الإناث دون وجود شريك، بينما كانت نسبة 4.1% من الأسر لديها معيلون من الذكور دون وجود شريكة وكانت نسبة 38.4% من غير العائلات. تألفت نسبة 34.2% من أصل جميع الأسر من عدة أفراد يعيشون في نفس المنزل ونسبة 17.1% كانت تتألف من شخص يعيش بمفرده يبلغ من العمر 65 عاماً أو أكثر. وبلغ متوسط حجم الأسرة المعيشية 2.38، أما متوسط حجم العائلات فبلغ 3.05.
بلغ العمر الوسطي للسكان 34.1 عاماً. وكانت نسبة 27.5% من القاطنين تحت سن الثامنة عشر، وكانت نسبة 9.5% بين الثامنة عشر والرابعة والعشرين عاماً، ونسبة 27.6% كانت واقعةً في الفئة العمرية ما بين الخامسة والعشرين والرابعة والأربعين عاماً، ونسبة 20.1% كانت ما بين الخامسة والأربعين والرابعة والستين، ونسبة 15.2% كانت ضمن فئة الخامسة والستين عاماً فما فوق. يوجد لكل 100 أنثى 83.0 ذكر، ويوجد لكل 100 أنثى في الثامنة عشر من عمرها فما فوق 74.0 ذكر.
بلغ متوسط دخل الأسرة في البلدة 26,582 دولارًا، أما متوسط دخل العائلة فبلغ 32,277 دولارًا. وكان متوسط دخل الذكور 29,375 دولارًا مقابل 20,045 دولارًا للإناث. وسجل دخل الفرد الخاص بالبلدة 14,350 دولارًا. وكانت نسبة 20.2% من العائلات ونسبة 25% من السكان تحت خط الفقر، وكان من هؤلاء نسبة 39.8% تحت سن الثامنة عشر ونسبة 23.2% في الخامسة والستين من العمر وما فوق.

### تعداد عام 2010
بلغ عدد سكان بنسون 3,311 نسمة بحسب تعداد عام 2010، وبلغ عدد الأسر 1,301 أسرة وعدد العائلات 787 عائلة مقيمة في البلدة. في حين سجلت الكثافة السكانية 455.4 نسمة لكل كيلومتر مربع (1,179.5/ميل2). وبلغ عدد الوحدات السكنية 1,554 وحدة بمتوسط كثافة قدره 213.8 لكل كيلومتر مربع (553.7/ميل2).
وتوزع التركيب العرقي للبلدة بنسبة 60.19% من البيض و26.58% من الأمريكيين الأفارقة و0.39% من الأمريكيين الأصليين و0.48% من الأمريكيين ذوي الأصول الآسيوية و0.03% من سكان جزر المحيط الهادئ و10.06% من الأعراق الأخرى و2.27% من عرقين مختلطين أو أكثر و13.98% من الهسبانيون أو اللاتينيون من أي عرق.
بلغ عدد الأسر 1,301 أسرة كانت نسبة 33% منها لديها أطفال تحت سن الثامنة عشر تعيش معهم، وبلغت نسبة الأزواج القاطنين مع بعضهم البعض 35.4% من أصل المجموع الكلي للأسر، ونسبة 19.6% من الأسر كان لديها معيلات من الإناث دون وجود شريك، بينما كانت نسبة 5.5% من الأسر لديها معيلون من الذكور دون وجود شريكة وكانت نسبة 39.5% من غير العائلات.
تألفت نسبة 34.4% من أصل جميع الأسر من عدة أفراد يعيشون في نفس المنزل ونسبة 14.9% كانت تتألف من شخص يعيش بمفرده يبلغ من العمر 65 عاماً أو أكثر. وبلغ متوسط حجم الأسرة المعيشية 2.42، أما متوسط حجم العائلات فبلغ 3.10.
بلغ العمر الوسطي للسكان 37.9 عاماً. وكانت نسبة 25.7% من القاطنين تحت سن الثامنة عشر، وكانت نسبة 8.9% بين الثامنة عشر والرابعة والعشرين عاماً، ونسبة 23.8% كانت واقعةً في الفئة العمرية ما بين الخامسة والعشرين والرابعة والأربعين عاماً، ونسبة 24.1% كانت ما بين الخامسة والأربعين والرابعة والستين، ونسبة 17.5% كانت ضمن فئة الخامسة والستين عاماً فما فوق. وتوزع التركيب الجنسي للسكان بنسبة 45.3% ذكور و54.7% إناث.

## وصلات خارجية
- الموقع الرسمي